# Prettau
Prettau (italià Predoi) és un municipi italià, dins de la província autònoma de Tirol del Sud. És un dels municipis del vall de Pustertal. L'any 2007 tenia 607 habitants. Limita amb els municipis de Brandberg (Àustria), Sand in Taufers, Krimml (Àustria), Prägraten am Großvenediger (Àustria), Sankt Jakob in Defereggen (Àustria), i Ahrntal. És el municipi més septentrional d'Itàlia.

## Situació lingüística
| Pertinença lingüística (cens 2001) | 98,70% alemany |
| Pertinença lingüística (cens 2001) | 1,30% italià   |
| Pertinença lingüística (cens 2001) | 0,00% ladí     |

## Administració

Territori comunal

| Període | Identitat     | Partit |
| ------- | ------------- | ------ |
| 2004-   | Alois Brugger | SVP    |